# ミート・パペッツ
ミート・パペッツ（Meat Puppets）は、1980年1月にアリゾナ州フェニックスで結成されたアメリカ合衆国のロック・バンドである。グランジ、オルタナティヴ・ロックに分類されるアンダーグラウンドな曲風が持ち味。
ニルヴァーナのライブ・アルバム『MTV・アンプラグド・イン・ニューヨーク』において「Plateau」「Oh Me」「Lake Of Fire」の3曲がカバーされており、この収録にはメンバーもサポートで参加している。ニルヴァーナのボーカル、カート・コバーンはミート・パペッツを気に入り、セカンド・アルバムを絶賛している。

## メンバー

### 現在のメンバー
- カート・カークウッド (Curt Kirkwood) – リード・ボーカル、ギター (1980年–1996年、1999年–2002年、2006年– )
- クリス・カークウッド (Cris Kirkwood) – ベース、バック・ボーカル (1980年–1996年、2006年– )
- デリック・ボストロム (Derrick Bostrom) – ドラム (1980年–1996年、2018年- )
- エルモ・カークウッド (Elmo Kirkwood) – ギター (2018年– ) (ツアー・メンバー 2011年-2017年)
- ロン・スタビンスキー (Ron Stabinsky) – キーボード (2018年– ) (ツアー・メンバー 2017年)

### 旧メンバー
- シャンドン・サム (Shandon Sahm) – ドラム (1999年–2002年、2009年–2018年)
- アンドリュー・デュプランティス (Andrew Duplantis) – ベース (1999年–2002年)
- カイル・エリソン (Kyle Ellison) – ギター (1999年–2002年)
- テッド・マーカス (Ted Marcus) – ドラム (2006年–2009年)

ツアー・メンバー
- トロイ・マイス (Troy Meiss) – ギター (1994年)

## ディスコグラフィ

### スタジオ・アルバム
- 『ミート・パペッツ1』 - Meat Puppets (1982年)
- 『ミート・パペッツ2』 - Meat Puppets II (1984年)
- 『アップ・オン・ザ・サン』 - Up on the Sun (1985年)
- 『ミラージュ』 - Mirage (1987年)
- 『ウェヴォス』 - Huevos (1987年)
- 『モンスターズ』 - Monsters (1989年)
- 『フォービドゥン・プレイス』 - Forbidden Places (1991年)
- 『トゥー・ハイ・トゥ・ダイ』 - Too High to Die (1994年)
- 『ノー・ジョーク!』 - No Joke! (1995年)
- Golden Lies (2000年)
- Rise to Your Knees (2007年)
- 『ソーン・トゥゲザー』 - Sewn Together (2009年)
- 『ロリポップ』 - Lollipop (2011年)
- 『ラット・ファーム』 - Rat Farm (2013年)
- Dusty Notes (2019年)[1]